# Jacques Lazarus
Pour les articles homonymes, voir Lazarus.
Jacques Lazarus (né le 2 septembre 1916 à Payerne en Suisse et mort le 7 janvier 2014 dans le 14e arrondissement de Paris) est un officier français, combattant de la Résistance juive en France durant la Seconde Guerre mondiale.

## Biographie
Jacques Lazarus naît le 2 septembre 1916, à Payerne en Suisse, dans une famille alsacienne, profondément française, qui avait quitté l'Alsace lors de son annexion par l'Allemagne en 1871. La famille Lazarus revient à Colmar en 1919. Jacques, l'ainé de la famille, se prépare à faire une carrière militaire et s'engage à l’École de Guerre de Strasbourg. Il y fait ses classes d’élève-officier, mais les lois raciales de Vichy l’en expulsent. Il rejoint la Résistance en février 1943 et plus précisément l'Armée juive qui deviendra l'Organisation Juive de Combat. Il donne d'abord des rudiments d'instruction militaire aux jeunes de la région de Grenoble puis est chargé de l'inspection du maquis autonome de l'AJ dans le Tarn. Il est appelé Capitaine Jacquel,.
À la suite d'une trahison menée par Karl Rehbein (agent de l'Abwehr, connu sous le nom de Charles Porel), celui-là même qui sera aussi responsable du massacre des jeunes résistants fusillés à la cascade du bois de Boulogne, il est arrêté par la Gestapo française. Il figure parmi les dernières victimes d'Alois Brunner qui le fait déporter le 17 août 1944 de Drancy avec d'autres membres de l'Organisation Juive de Combat. C'est le « dernier wagon » ou encore le convoi des 51 otages. 27 prisonniers de ce dernier transport, dont Jacques Lazarus, parviennent à s'évader en sautant du train.
Après la guerre, il s'établit à Alger où il devient directeur du Congrès juif mondial pour l'Afrique du Nord et où il crée le périodique Information juive.
Il épouse Judith, fille de Delphine et Aïzer Cherki. De cette union, naissent deux filles, Eva et Nora.
Il meurt le 7 janvier 2014 dans le 14e arrondissement de Paris,.

## Distinctions
- Officier de la Légion d'honneur[7]
- Croix de guerre 1939-1945
- Médaille de la Résistance française avec rosette par décret du 24 avril 1946[8].